# Pierwotna samoistna hemosyderoza płucna
Pierwotna samoistna hemosyderoza płucna, idiopatyczna hemosyderoza płucna, zespół Ceelena-Gellerstedta – rzadka choroba płuc o nieznanej patogenezie. Charakteryzuje się triadą objawów: krwiopluciem, naciekami płuc (widocznymi na zdjęciu rentgenowskim klatki piersiowej) i niedokrwistością. Leczenie jest objawowe i polega na podawaniu sterydów.
Pierwszy opis zmian patologicznych w przebiegu tej choroby przedstawił Rudolf Virchow w 1864 roku. Pełny opis objawów klinicznych schorzenia w połączeniu z obrazem sekcyjnym przypisuje się Wilhelmowi Ceelenowi. Inny wczesny opis jest autorstwa Nilsa Gellerstedta – stąd eponimiczna nazwa choroby, wprowadzona w 1944 przez Pera Selandera.